# Mayer László
Mayer László (Budapest, 1967. december 13. –) magyar üzemgazdász, a Dorogi FC elnöke, a Dorogi Szénmedence Sportjáért Közalapítvány ellenőrző bizottságának tagja, labdarúgó, vállalkozó, közéleti személyiség.

## Pályafutása
A Dorog melletti bányászközségben, Csolnokon nőtt fel. Az esztergomi Dobó Katalin Gimnáziumban érettségizett 1986-ban, majd Budapesten, a Külkereskedelmi Főiskolán szerzett Külkereskedelmi üzemgazdász diplomát 1990-ben. Angol-, német- és orosz nyelvvizsgával rendelkezik.  1980 és 1986 között a Dorogi Bányász SC igazolt utánpótlás labdarúgója volt. Valamennyi korosztályos csapatban szerepelt, azonban a felnőtt csapatban való bemutatkozására nem került sor. 1988 és 1990 között a Ganz – Danubius  csapatának játékosaként a Blasz I. bajnokságban játszott. 2006-ban, a külföldre távozott Szabó Gyula helyére választották a Dorogi Szénmedence Sportjáért Közalapítvány ellenőrző bizottságába, majd a 2010-es választáskor újra bizalmat kapott a következő ciklusban. 2008 és 2013 között a Dorogi FC alelnöke, 2013 óta pedig elnöke a patinás klubnak. Önerőből is jelentős mértékben támogatja anyagilag az egyesületet, valamint nagy hangsúlyt fektett a dorogi sporthagyományok ápolására. Hivatását tekintve, szakképesítésének megfelelőn dolgozik. Jelenleg a Pannon Falap-Lemez Faipari Kereskedelmi kft ügyvezető igazgatója.

## Családja
Nős, gyermekes családapa. Lánya Nóra (1995) a Budapesti Gazdasági Főiskolán tanul. Fia András ( 1992). A Budapesti Gazdasági Egyetemen végzett. Jelenleg Esztergomban él. A labdarúgás mellett a másik hobbija, a történelem.